# Tour of Almaty
Tour of Almaty (ros. Тур Алматы) – kolarski wyścig rozgrywany corocznie od 2013 w Kazachstanie w okolicach miejscowości Ałmaty.
Wyścig organizowany jest od 2013 i od początku istnienia należy do cyklu UCI Asia Tour. Na przestrzeni lat zmieniał jednak zarówno rangę, jak i format początkowo był to wyścig jednodniowy (kategorii 1.2 w 2013 i 1.1 w latach 2014–2016), a od 2017 przyjął formę wyścigu wieloetapowego, składającego się z dwóch etapów (kategorii 2.1).

## Zwycięzcy
Opracowano na podstawie:
| Rok  | Pierwsze         | Drugie              | Trzecie          |
| ---- | ---------------- | ------------------- | ---------------- |
| 2013 | Maksim Iglinski  | Sonny Colbrelli     | Rusłan Tleubajew |
| 2014 | Aleksiej Łucenko | Siergiej Czerniecki | Siergiej Łagutin |
| 2015 | Aleksiej Łucenko | Fabio Aru           | Pawieł Koczetkow |
| 2016 | Aleksiej Łucenko | Mauro Finetto       | Roman Majkin     |
| 2017 | Aleksiej Łucenko | Rémy Di Grégorio    | Jakob Fuglsang   |
| 2018 | Davide Villella  | Simon Pellaud       | Pierpaolo Ficara |
| 2019 | Jurij Natarow    | Aleksandr Własow    | Danilo Celano    |